# Клімат Кременчука
Клімат Кременчука — помірно-континентальний. Зима м'яка з переважно похмурою погодою і частими відлигами. Морози звичайно невеликі. Абсолютний мінімум — в січні -35°С. Тривалість безморозного періоду в регіоні в різні роки сильно змінюється і коливається від 155 до 183 днів. Літо тепле, в окремі роки жарке і посушливе. Дні, звичайно, з мінливою хмарністю і слабким вітром; ночі ясні, тихі і прохолодні. Абсолютний максимум температури зареєстрований в липні-серпні +37°С. Середньорічна температура +8-12°С.

## Вітри
Вітри на території міста, як і регіону в цілому, не відзначаються постійністю характеристик. Але спостереження свідчать про певну закономірність в їх характері та поширенні. Більшу частину року, з жовтня до квітня, переважають вітри східного та південно-східного напрямків, в теплий період року, з травня по серпень західного напрямків. Середня швидкість вітру за рік 4-5 м/сек. Взимку і в перехідні сезони бувають вітри з підвищеними швидкостями 6-10 м/сек. Найбільші швидкості вітру можливі раз за 20 років — 28-29 м/с, за рік — 20-22 м/с. Штилі бувають частіше влітку, ніж взимку.
При низькій вологості і сильному вітрі може виникнути таке явище як пилові бурі, які частіше бувають в період з березня по вересень.

## Опади
Опади випадають у вигляді короткочасних злив, нерідко з грозами і вітрами. Середньорічна кількість атмосферних опадів на території міста становить 565 мм з коливанням по роках від 320 до 720 мм. Основна їх кількість (близько 70 %) припадає на період з квітня по жовтень. Відносна вологість повітря досягає найбільшої величини в зимові місяці — 87 %, найменшої в літні — 48 %, середньорічна — 65 %.
Створення Кременчуцького та Кам'янського водосховищ вплинуло на клімат м. Кременчука та прилеглого регіону: збільшилась зволоженість; відсутні постійний сніговий та льодовий покриви; взимку переважають опади у вигляді дощу зі снігом та мокрим снігом.

## Дніпро
Середня температура води в Дніпрі біля Кременчука дорівнює:
- травень — 16 °С
- червень — 20 °С
- липень — 22 °С
- серпень — 21 °С
- вересень — 17 °С.

В окремі дні температура води сягає 25-26 °С.

## Пори року

### Зима

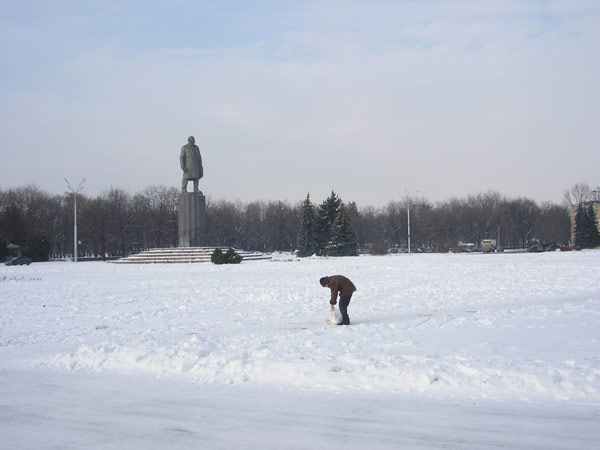
Площа Перемоги

Зимовий сезон в місті триває 116 днів. Суворі сніжні зими не типові для Кременчука. Абсолютний мінімум складає -35…-38 °C. Середньодобова температура: -3,3 °C. Узимку відмічається найменше опадів у порівнянні з іншими сезонами. Снігопади трапляються 12-14 разів на сезон.

### Весна
Весняний, найкоротший, період триває 55 днів. Перша гроза спостерігається в першій декаді травня, рідше — у другій половині квітня. Характерною рисою весни в Кременчуці є пізні заморозки на ґрунті, які в окремі роки спостерігаються майже весь травень, а іноді і в кінці.

### Літо
Літо триває 131 день. Особливістю літніх гроз в Кременчуці є те, що при переході з одного берега Дніпра на інший, вони сильно втрачають свою міць. Тому на лівому березі може бути сильна злива, а Крюків так і залишиться сухим, відстань між цими частинами міста не перевищує кілометра. Іноді грози над містом супроводжуються такими сильними зливами, що за декілька годин випадає місячна норма опадів (50—70 мм) Наприклад, 28 червня 1980 р. випало 108,9 мм опадів. У середньому на літо припадає 7 днів з грозою. Найспекотнішими місяцями є липень та серпень. Максимальні температури літа: +35, +40 °C відмічаються у кінці липня — початку серпня. Переважають у цей сезон північні, північно-східні та східні вітри.

### Осінь
Осінь триває 63 дні. Виходи циклонів з півдня України починають приносити в район міста дощову з туманами та мрякою погоду. Кінець вересня — початок жовтня відзначається ранковими заморозками у повітрі та на ґрунті.
| Клімат Кременчука            | Клімат Кременчука | Клімат Кременчука | Клімат Кременчука | Клімат Кременчука | Клімат Кременчука | Клімат Кременчука | Клімат Кременчука | Клімат Кременчука | Клімат Кременчука | Клімат Кременчука | Клімат Кременчука | Клімат Кременчука | Клімат Кременчука |
| Показник                     | Січ.              | Лют.              | Бер.              | Квіт.             | Трав.             | Черв.             | Лип.              | Серп.             | Вер.              | Жовт.             | Лист.             | Груд.             | Рік               |
| Абсолютний максимум, °C      | 11,1              | 17,3              | 22,4              | 29,1              | 33,6              | 35,0              | 39,4              | 39,9              | 33,8              | 29,4              | 23,2              | 14,7              | 39,9              |
| Середня температура, °C      | −4,3              | −3,3              | 1,3               | 8,9               | 15,1              | 18,3              | 19,5              | 18,9              | 13,8              | 7,9               | 1,8               | −2                | 8,0               |
| Абсолютний мінімум, °C       | −31,1             | −32,2             | −24,9             | −10,4             | −2,4              | 2,4               | 5,8               | 3,3               | −2,9              | −17,8             | −21,9             | −30               | −32,2             |
| Норма опадів, мм             | 42                | 33                | 29                | 39                | 51                | 68                | 63                | 53                | 42                | 38                | 33                | 37                | 528               |
| ---------------------------- | ----------------- | ----------------- | ----------------- | ----------------- | ----------------- | ----------------- | ----------------- | ----------------- | ----------------- | ----------------- | ----------------- | ----------------- | ----------------- |
| Джерело: температура повітря |                   |                   |                   |                   |                   |                   |                   |                   |                   |                   |                   |                   |                   |